# 高慢と偏見とゾンビ
『高慢と偏見とゾンビ』（英: Pride and Prejudice and Zombies）は、2009年にセス・グレアム＝スミスが発表したパロディ小説。作品はジェーン・オースティンの『高慢と偏見』（1813年）にゾンビをマッシュアップしたもので、オースティンとグレアム＝スミスとの共作扱いされている。作品は2009年4月にクヮーク・ブックスから出版され、同年10月にはフルカラーの挿絵と追加のゾンビシーンが加えられたデラックス版も発売された。
2016年にはリリー・ジェームズ、サム・ライリー主演で映画化された。

## あらすじ
舞台はイングランド・ハートフォードシャー。ロングボーンに住むベネット家の5姉妹は、中国でペイ・リュウ師に鍛えられ、謎の疫病に感染したゾンビたちと戦う毎日を送っていた。自分の楽しみを邪魔されないことが至福という父・ベネット氏に対し、母・ベネット夫人は、屋敷が限嗣相続であることを嘆き、5人の娘たちを裕福な男性の元へ嫁に出すことしか考えていなかった。
ロングボーンの隣家であるネザーフィールドに、親友で戦士のダーシーを連れて独身の資産家ビングリーが引っ越してきた。姉妹の長女ジェーンは舞踏会でビングリーに見初められるが、一方の次女エリザベスは、高慢で付き合いの悪いダーシーが自分をけなしているのを聞いてしまい反感を覚える。その夜ゾンビがネザーフィールドを襲撃し、ベネット姉妹の戦いぶりに感心したダーシーは、エリザベスに興味を抱くようになる。
ある日、限嗣相続人のコリンズ牧師がロングボーンを訪れる。妻を求めて現れたコリンズはエリザベスに求婚するが、口が上手いだけの彼に反感を覚える彼女はこれを拒絶する。同じ頃メリトンに向かった姉妹は、ゾンビ対策で屍体処理に訪れた国民軍の士官で、ダーシーに怪我を負わされたとけなすウィカムに出会う。求婚を断られたコリンズは、代わりにロングボーンの近所に住むシャーロット・ルーカスに求婚する。エリザベスはシャーロットに失望するが、彼女は疫病に感染したことを明かし、結婚は束の間の幸せなのだと語る。
ビングリー家一行は突然ネザーフィールドを引き払い、ロンドンに向かってしまう。ジェーンはガードナー夫妻とロンドンに向かうが、ビングリーからは便りのひとつも寄越されない。コリンズ夫妻に会うためケントに向かったエリザベスは、レディ・キャサリンから邸宅ロージングズ・パークでの食事会に招かれ、道場では彼女肝いりのニンジャたちを撃退してみせる。彼女はフィッツウィリアム大佐から、ダーシーがビングリーとジェーンの仲を引き裂いたと聞かされ激怒する。姉の復讐に燃えるエリザベスにダーシーは思いを打ち明けるが、ジェーン・ウィカムへの仕打ちと自身の高慢さを指摘され拒絶される。翌朝ダーシーは全てを打ち明ける手紙を渡し、エリザベスは偏見で目が曇っていたことに気付く。
エリザベスがケントから戻った後、リディアはフォースター夫人とブライトンへ、エリザベスはガードナー夫妻とダービーシャーへ向かうことが決まる。エリザベス一行はダーシー邸のペンバリーを訪れ、丁度戻って来たダーシーと出会う。エリザベスはダーシーの物腰が変わっていることに気付き、彼の妹ジョージアナとも交流する。ダービーシャー滞在中に、リディアがウィカムと駆け落ちしたことが明らかになり、エリザベスはロングボーンへ引き返す。リディアは肢体不自由になったウィカムと結婚するが、ダーシーが駆け回ってこの一件を収めたことが分かる。駆け落ち騒ぎの最中、疫病感染したシャーロットを殺し、これから自殺するつもりだとするコリンズの手紙が届く。
ウィカム夫妻が聖職者学校のあるキルケニーへ向かった後、ビングリー家がダーシーを連れてネザーフィールドに戻ってくる。ビングリーはジェーンに求婚して受け入れられる。数日後レディ・キャサリンがロングボーンを訪れ、エリザベスに対してダーシーの妻には娘のアンが相応しいと主張する。ふたりは決闘を行うが、エリザベスはダーシーと婚約してくれるなというレディ・キャサリンを突っぱねる。ロングボーンで再会したダーシーとエリザベスは、高慢さも偏見も無い素直な心で話し、結婚を決める。最終章では、登場人物それぞれのその後が描かれる。

## 登場人物

### ベネット家とその親戚
エリザベス・ベネット
本作の主人公。ベネット家の次女で、20歳。愛称はリジー、イライザ。姉妹の中で最も優秀な女戦士。勝ち気な性格が災いし、高慢なダーシーを毛嫌いしていたが、ウィカムの過去を知ったことがきっかけで考えを改め、最終的にダーシーと結ばれる。
ジェーン・ベネット
ベネット家の長女で、姉妹きっての美人。もうすぐ23歳になる。人を疑うことの無い純真さを持ち、控えめな性格。ビングリーに見初められ、1度は引き裂かれかけるが、結婚する。
メアリ・ベネット
ベネット家の三女。器量はあまり良くなく、それを補うように読書で知識を付けているが、エリザベスにしてみれば少し退屈な人物。
キティ・ベネット
ベネット家の四女で、本名はキャサリン。リディアと共にメリトンの士官を追い回している。リディアの駆け落ち事件後、短気で無知だった心を入れ替え、ダーシーの援助を受けて少林寺へ再修業へ向かう。
リディア・ベネット
ベネット家の五女・末娘で、15歳→16歳。キティと共にメリトンの士官を追い回しており、後にウィカムと駆け落ち事件を起こす。ダーシーとエリザベスの結婚後も夫妻に金の無心をするなど、無知な様子は全く改まらなかった。
ベネット氏
ベネット5姉妹の父。「頭の回転が速く、皮肉なユーモア感覚を持ち、感情をおもてに表さず、克己心にすぐれているという複雑な人物」。書斎で過ごす自分だけの時間が至福の時で、聡明なジェーンとエリザベスがお気に入り。ゾンビを捕らえる罠としてカリフラワーの仕掛けを発明するなどの才もある。
ベネット夫人
ベネット5姉妹の母。ベネット氏と結婚して23年になるが、学は無く癇癪持ちで、娘たちを裕福な男性へ嫁に出すことしか考えていない。亡父はメリトンで事務弁護士をしていたほか、妹のフィリップス夫人は父の部下と結婚しており、キティとリディアはメリトンに住むおばをしばしば訪ねている。
コリンズ牧師
ベネット氏の遠縁に当たるロングボーンの限嗣相続人で、25歳の背が低い太った人物。レディ・キャサリンの後ろ添えを得てケントで聖職者として働いている。お世辞が上手いが、エリザベスの拒絶を都合良く解釈するなど現実を見られない人物でもある。エリザベスの拒絶後シャーロット・ルーカスと結婚するが、ゾンビに感染した彼女を殺す羽目になり、ベネット家には後追い自殺の決意を綴った手紙が届く。
ガードナー夫妻
ベネット夫人の弟夫婦。夫エドワードはロンドンで軍需品専門の工場を経営しているほか、ガードナー夫人はダーシーやウィカムと同じダービーシャーの出身である。ジェーン・エリザベスとは手紙のやりとりがあり、エリザベスは夫妻に帯同して向かった北部旅行で、ダーシー邸であるペンバリーを訪れる。

### ロングボーンの隣人たち
チャールズ・ビングリー
ロングボーンの隣家ネザーフィールド・パーク邸に引っ越してきた資産家で、ダーシーの友人。舞踏会でジェーンを見初める。
ルイーザ・ハースト夫人
ビングリーの妹で、キャロラインの姉。
キャロライン・ビングリー（ビングリー嬢）
中国で鍛錬したベネット姉妹を見下しており、兄とダーシーの妹ジョージアナを結婚させたがっている。
サー・ウィリアム・ルーカス
ロングボーンの隣家に住んでおり、シャーロットの父親。元は仕立屋である。
シャーロット・ルーカス
ルーカス卿の娘で、エリザベスの親友である27歳。ゾンビに感染しており、束の間の幸せとしてコリンズと結婚する。

### ダーシー家とその親戚
フィッツウィリアム・ダーシー
ビングリーの友人で、ゾンビ退治に勤しむ勇敢な紳士。当初身分違いのエリザベスを軽蔑し、高慢な態度を取っていたが、彼女の戦いぶりや利発さに惚れ込むようになる。ウィカムとリディアの駆け落ち時には、エリザベスへの愛情とウィカムへの監督責任から事後処理を買って出る。最終的にエリザベスに求婚する。
ジョージアナ・ダーシー
ダーシーの妹で、彼とは10歳以上年が離れている。15歳だった1年ほど前、ウィカムの甘言に乗って駆け落ち未遂を起こした。周囲に高慢と思われてもおかしくない程内気だが、兄嫁となったエリザベスとは大いに打ち解け、武術の鍛錬も受ける。
フィッツウィリアム大佐
ダーシーのいとこ（おじの下の息子）で国民軍の大佐。ゾンビに噛まれて片足を切断しているほか、ジョージアナの後見人も務めている。
レディ・キャサリン・ド・バーグ
ダーシー、フィッツウィリアム大佐の叔母。国1番の女戦士と謳われる女性で、堅固な屋敷ロージングズを所有している。コリンズ牧師は彼女の屋敷前の教区を担当している。娘のアンとダーシーを妻合わせようとしており、このためエリザベスへの求婚に激怒する。
アン・ド・バーグ
レディ・キャサリンの娘。武芸の鍛錬も出来ないほど虚弱な体質。

### その他の人々
デニー中尉
メリトンの国民軍に所属しており、ここで出会ったベネット姉妹にウィカムを紹介する。
ジョージ・ウィカム
メリトンの国民軍に所属する兵士で、元はダーシー家の使用人の息子。ダーシーをけなす偽の話を吹き込んでエリザベスの気を惹いていたが、ダーシーに真相と彼の残忍さ・金への執着を聞かされた彼女は距離を置くようになる。後にリディアと駆け落ち事件を起こすが、事後処理に当たったダーシーによって肢体不自由にされ、聖職者になるべくアイルランド・キルケニーの聖ラザロ肢体不自由者神学校に向かう。
ヤング夫人
ダーシー家に仕えていた使用人で、ウィカムの協力者としてジョージアナとの駆け落ち未遂の手助けをした人物。駆け落ちしたウィカムとリディアは、ロンドンで彼女が営む旅籠へ身を寄せる。
ペイ・リュウ師
ベネット姉妹が中国で武術を習った少林寺拳法の師匠。

## 出版背景
クヮーク・ブックスの編集者だったジェイソン・レクラク（英: Jason Rekulak）は、『戦争と平和』や『罪と罰』、『嵐が丘』などパブリックドメインの書籍リストを片手に、「忍者や海賊、ゾンビ、猿など、マニアウケする人気のキャラクター」のリストと見比べ、この作品のアイデアを思いついた。彼はこのアイデアを、作家のセス・グレアム＝スミスへ電話で伝えた。

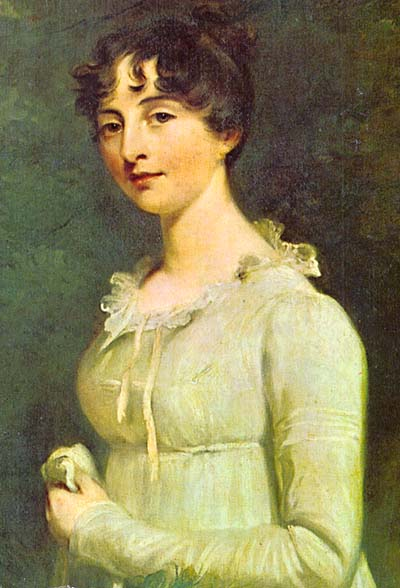
ドギー・ホーナーによる原著の表紙絵は、ウィリアム・ビーチーが描いたマーシャ・フォックス（Marcia Fox）の絵を「ゾンビ化」したものである。

グレアム＝スミスはオースティンの原典にゾンビや忍者の要素を加えつつ、マッシュアップした要素に合わせて全体の筋書きを発展させた。巧妙に配置されたゾンビなどの新要素について、グレアム＝スミス自身は「第7章ではある人を殺すし、56章ではそれが跳ね返ってくる」と述べている。 彼は、オースティンの原典はゾンビ・ホラー物語に適していたと振り返っている。
2009年初頭には、インターネット・ブロガー、新聞記事、ナショナル・パブリック・ラジオ、TWiT上のポッドキャスト "MacBreak Weekly"などにより、出版前にもかかわらず評判は広まっていった。これに応え、出版社では初版を12,000冊から6万冊へ大幅増刷し、発売日をエイプリルフール当日である4月1日へ移動させた。

## 批評
『エンターテインメント・ウィークリー』誌では好評価され、「A-」が付けられた。『ライブラリー・ジャーナル』では、本書を「全ての人気小説コレクション」の1冊に薦めている。『A.V.クラブ』ではA評価が付き、「いんちきとして始まった作品は、最後にはオースティンの言葉や人物造型、情景描写[後略]に対する断固とした主張の、全く新しい賛美となった」と評された。『ザ・ニューヨーカー』のメイシー・ハルフォードは、85%はオースティンの原典を用い、残りをグレアム＝スミスの創作によって補ったとされる本作について、「100パーセント手に負えない」（英: "one hundred per cent terrible"）と評した。一方で、立ち聞きされたという侮辱を知りダーシーを殺そうと決意するエリザベスのシーンを取って、グレアム＝スミスの書き口は最悪だが、原典の持つ「秘密と厄介者」（英: "mystery and menace"）というサブテキストについて正確に指摘していることは認めた。
2009年4月19日には、『ニューヨーク・タイムズ』紙のベストセラーリストで3位に付けた。またイギリスでは、Amazon.co.ukのベストセラーランキングで300位付近から27位まで大きく順位を延ばしたほか、出版前にもかかわらず第2版が印刷される程の人気となった。

## 文化的影響
この作品はマッシュアップ小説の先駆けとなり、古典作品や歴史上の人物と現代のホラーを組み合わせる小説がいくつも出版された。グレアム＝スミスはエイブラハム・リンカーンと吸血鬼を組み合わせた『ヴァンパイアハンター・リンカーン』を執筆したほか（後に『リンカーン/秘密の書』として映画化）、ジェーン・オースティンの『分別と多感』を基にした『分別と多感と海の怪物』 (Sense and Sensibility and Sea Monsters) も出版されている。
イギリスの摂政時代のファッションと、本で描かれる「隠れたゾンビキラー」（英: "inner zombie slayer"）に触発された布地コレクションがホット・トピックから発売されている。

### シリーズの他作品
2009年10月30日、クヮーク・ブックスは、「クヮーク・クラシックス」シリーズの3冊目として、本作の前日譚に当たる "Pride and Prejudice and Zombies: Dawn of the Dreadfuls"（意味：『高慢と偏見とゾンビ：戦慄の夜明け』）の発売を発表した。この作品は2010年3月30日に発売され、エリザベスがどうやって経験豊富なゾンビハンターになったかを深掘りし、幼少期の武道鍛錬や『高慢と偏見とゾンビ』以前の不幸な恋愛体験などについても描かれている。グレアム＝スミスは『ヴァンパイアハンター・リンカーン』の執筆のために降板し、代わりにスティーヴ・ホッケンスミスが執筆した。
ホッケンスミスはシリーズの続編に当たる "Pride and Prejudice and Zombies: Dreadfully Ever After"を執筆し、2011年3月22日に出版している。

## 翻案作品

### 漫画
2010年5月、漫画原作者トニー・リー原作、クリフ・リチャーズ作画で、"Pride and Prejudice and Zombies: The Graphic Novel" と銘打たれた本がデル・レイ・ブックス/ランダムハウスから出版された。
2011年10月には、パッドウォークス・ディジタル・メディア（英: PadWorx Digital Media Inc.）から電子書籍版が発売された。

### ゲーム
2010年6月、本作を原作とするiPod touch・iPhone向けアプリケーションがリリースされた。フリーヴァースが開発を担当し、内容については「ゾンビ殺しのアクションと、心に触れる恋物語とを完璧に配合した激烈アクション・タイトル」と宣伝された。

### 映画
この作品の映画化は、本が出版される前の2009年2月から噂されており、『サンデー・タイムズ』紙では、ハリウッドで大ヒット映画にしようと画策されていると報じられた。2009年4月23日にカリフォルニア州立大学フラトン校で行われたサイン会で、原作者のセス・グレアム＝スミスは、長編映画製作のため大手映画会社が製作権を購入したことを公式に明かした。
当初はライオンズゲート制作・ナタリー・ポートマン主演の計画だったが、ポートマンは後に降板して製作職のみを担当することになった。監督にはデヴィッド・O・ラッセル、マイク・ホワイト、クレイグ・ギレスピーなどの名前が挙がったがいずれも降板し、主役・監督共に決まらないまま製作は迷走を続けた。
2013年5月にはバー・スティアーズの監督就任が明かされ、8月にはリリー・ジェームズ（主演、エリザベス）、サム・ライリー（ダーシー）、ベラ・ヒースコート（ジェーン）などの出演が発表された。撮影は同じ年の9月に始まり、撮影開始直前に追加キャストが発表されたほか、スクリーン ジェムズがアメリカ合衆国での配給権を獲得したことが報じられた。
映画はアメリカ合衆国で2016年2月5日（スクリーン ジェムズ配給）、イギリスで同年2月11日（ライオンズゲート配給）、日本で同年9月30日に公開された。7年越しの計画となったが、映画は商業的に失敗し、2,800万ドルの予算に対し1,640万ドル余りの興行収入しか得られなかった。